# NGC 3928
NGC 3928 (другие обозначения — UGC 6834, IRAS11491+4857, MCG 8-22-19, ZWG 243.19, MK 190, PGC 37136) — спиральная галактика (SA) в созвездии Большой Медведицы.
Этот объект входит в число перечисленных в оригинальной редакции «Нового общего каталога».
Галактика NGC 3928 входит в состав группы галактик M109. Помимо NGC 3928 в группу также входят ещё 42 галактики.
Является галактикой со вспышкой звёздообразования. В галактике относительно невозмущённая морфология газа.